# Mod Sun
Mod Sun (parfois typographié MOD SUN), de son vrai nom Derek Ryan Smith (né le 10 mars 1987) est un chanteur, compositeur, rappeur et musicien américain. Il compte cinq albums studio solo, trois EP et six mixtapes. Il est également membre du duo de hip-hop alternatif Hotel Motel.
Après avoir débuté sa carrière musicale en jouant de la batterie dans le groupe de pop punk The Semester et les groupes de post-hardcore Four Letter Lie et Scary Kids Scaring Kids, Smith commence une carrière solo dans le rap en 2009 sous le nom de Mod Sun. La sortie de son quatrième album studio solo, Internet Killed the Rockstar, marque un retour stylistique vers le pop punk. Son cinquième album studio, God Save the Teen, sorti en 2023, suit la même voie.

## Biographie
Le premier groupe de Derek est le groupe de pop punk Sideline Heroes. Il commence ensuite à jouer de la batterie pour le groupe de pop punk local The Semester lors de sa deuxième année de lycée. Il passe les quatre années suivantes dans le groupe, avant d'en être exclu trois mois après avoir obtenu son diplôme. En 2005, il devient membre du groupe de post-hardcore Four Letter Lie. En 2009, il quitte le groupe pour se consacrer à sa passion pour le rap et à ses projets avec Mod Sun. Il est ensuite devenu technicien batterie pour Scary Kids Scaring Kids. Il devient finalement le batteur de Scary Kids Scaring Kids, à condition de pouvoir faire la première partie du groupe en tournée en tant qu'artiste solo.
Le premier album de Mod Sun, Look Up, sort le 10 mars 2015 chez Rostrum Records. Il atteint la première place du classement Billboard Top Heatseekers.. Le 10 mars 2017, son deuxième album studio, Movie, sort, également chez Rostrum Records. Il atteint la 16e place du classement Billboard Top Heatseekers.
Au début de l'année 2020, Mod Sun annonce avoir commencé à travailler sur son quatrième album studio. Le premier single, Karma, sort le 30 octobre 2020. Le clip vidéo qui l'accompagne sort trois semaines plus tard, le 16 novembre 2020, et est réalisé par Machine Gun Kelly. La chanson Bones sort en tant que deuxième single de l'album le 27 novembre 2020. Le clip de Bones sort le 21 décembre 2020 sur la chaîne YouTube officielle de Mod Sun, et est réalisé par Charlie Zwick. Le troisième single de l'album, Flames, est le fruit d'une collaboration avec Avril Lavigne.
Le 12 mars 2021, il sort le single Heavy en featuring avec Blackbear. Le même mois, il signe un contrat à long terme avec Big Noise. Le 26 août 2021, il est annoncé qu'il jouerait et co-réaliserait le film Good Mourning With A U, aux côtés de Machine Gun Kelly, Dove Cameron, Megan Fox et Becky G. Le film est ensuite rebaptisé Good Mourning et sort le 20 avril 2022.
En novembre 2022, Mod Sun annonce le titre de son cinquième album studio à venir : God Save the Teen. La sortie de l'album est annoncée pour début 2023, mais la date exacte n'est pas encore communiquée.

## Discographie

### Albums studio
- 2015 : Look Up
- 2017 : Movie
- 2017 : BB
- 2021 : Internet Killed the Rockstar
- 2023 : God Save the Teen

### EP
- 2010 : The Hippy Hop EP
- 2011 : In MOD We Trust
- 2012 : Happy as Fuck

### Mixtapes
- 2009 : I'll Buy Myself
- 2009 : Let Ya Teeth Show
- 2009 : How to Make a MOD SUN
- 2011 : Health, Wealth, Success and Happiness
- 2011 : Blazed by the Bell
- 2012 : First Take

### Singles
- 2010 : Need That
- 2011 : Paradisity
- 2012 : All Night, Every Night (feat. The Ready Set)
- 2012 : Save (feat. Ab-Soul, Rich Hil et Metasota)
- 2013 : My Hippy
- 2014 : 1970
- 2015 : Howlin' at the Moon
- 2015 : Pound on the Way
- 2018 : Runaway
- 2018 : Burning Up
- 2019 : Psycho Smile
- 2019 : Tell Me All Your Secrets
- 2019 : Blue Cheese
- 2019 : Selfish
- 2019 : Shoulder
- 2019 : Amen
- 2019 : Tipi/2005 Flex Up
- 2019 : I Remember Way Too Much
- 2019 : Uppers & Downers
- 2020 : Stay Away (feat. Machine Gun Kelly)
- 2020 : Karma
- 2020 : Bones
- 2021 : Flames (feat. Avril Lavigne)
- 2021 : Heavy (feat. Blackbear)
- 2021 : Down (feat. Travis Barker)
- 2022 : Rich Kids Ruin Everything
- 2022 : Perfectly Imperfect
- 2022 : Battle Scars
- 2022 : SEXOXO (feat. Charlotte Sands)
- 2023 : Strangers